# Conostigmus punctipes
Conostigmus punctipes är en stekelart som först beskrevs av Thomson 1858.  Conostigmus punctipes ingår i släktet Conostigmus, och familjen trefåresteklar. Arten är reproducerande i Sverige.